# جيمس لويس فلاهرتي
جيمس لويس فلاهرتي (بالإنجليزية: James Louis Flaherty) هو قسيس أمريكي، ولد في 13 مايو 1910 في نورفولك في الولايات المتحدة، وتوفي في 9 أغسطس 1975.